# Charenton-du-Cher
Charenton-du-Cher ist eine französische Gemeinde mit 999 Einwohnern (Stand: 1. Januar 2022) im Département Cher in der Region Centre-Val de Loire; sie gehört zum Arrondissement Saint-Amand-Montrond und zum Kanton Dun-sur-Auron. Die Einwohner werden Charentonnais genannt.

## Geografie
Charenton-du-Cher liegt am Fluss Marmande, sowie an der Südvariante des aufgelassenen Canal de Berry. Umgeben wird Charenton-du-Cher von den Nachbargemeinden Le Pondy im Norden, Thaumiers im Norden und Nordosten, Vernais im Nordosten und Osten, Ainay-le-Château im Osten und Südosten, Saint-Bonnet-Tronçais im Südosten und Süden, Braize im Süden, Coust im Südwesten, Saint-Pierre-les-Étieux im Westen sowie Arpheuilles im Nordwesten.
Durch die Gemeinde führen die frühere Route nationale 151bis (heutige D951) und die Via Lemovicensis, einem der vier historischen „Wege der Jakobspilger in Frankreich“.

## Bevölkerungsentwicklung
| Jahr                       | 1962 | 1968 | 1975 | 1982 | 1990 | 1999 | 2006 | 2013 | 2019 |
| Einwohner                  | 1382 | 1372 | 1371 | 1292 | 1154 | 1096 | 1114 | 1095 | 1023 |
| Quellen: Cassini und INSEE |      |      |      |      |      |      |      |      |      |

## Sehenswürdigkeiten

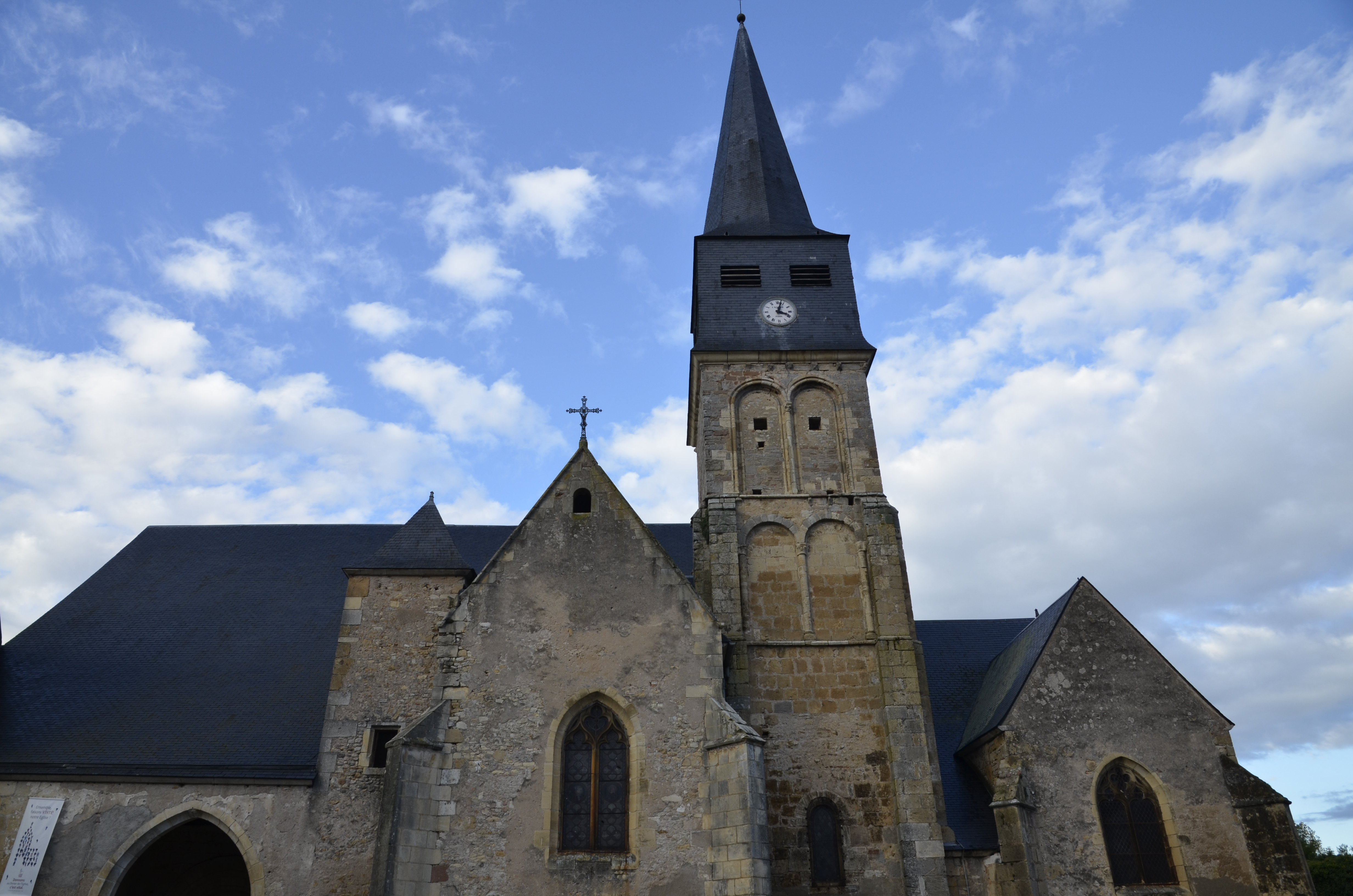
Kirche Saint-Martin

- Kirche Saint-Martin aus dem 11. Jahrhundert
- Ehemaliges Benediktinerinnenkloster Bellavaux (um 620 gegründet) mit der Kapelle Notre-Dame-de-Grâce
- Reste der Kapelle Saint-Julien aus dem 15. Jahrhundert
- Reste der früheren Wallburg aus dem 10. Jahrhundert

## Persönlichkeiten
- Amable Ricard (1828–1876), Politiker
- Jean Gaulmier (1905–1997), Schriftsteller